# Enchanted
Enchanted (titulada: Encantada: La historia de Giselle en España y Encantada en Hispanoamérica) es una película infantil producida por Walt Disney Pictures en el año 2007 y dirigida por Kevin Lima. Nominada a 3 Óscars musicales y a dos Globos de Oro a la Mejor actriz y Mejor canción original. Fue ganadora en las categorías de Mejor película, Mejor actriz y Mejor música en los Saturns de 2008.
Con las actuaciones de Amy Adams, Patrick Dempsey, James Marsden, Idina Menzel, Timothy Spall y Susan Sarandon entre otros, Kevin Lima con gran experiencia en la animación Disney, consigue con Enchanted aunar una comedia romántica localizada en nuestros días y el clásico cuento de hadas de Disney, incluyendo sus típicos estereotipos, para obtener por fin una mezcla entre homenaje y parodia de los grandes clásicos de Disney.

## Argumento
Giselle (Amy Adams) vive feliz en un mundo animado llamado Andalasia, donde los animales son sus compañeros. Ella sueña con su verdadero amor y lo representa con una estatua que ella misma construyó, con la ayuda de su amigo, la ardilla Pip (voz de Jeff Bennett) y otros felices animales del bosque. Ella canta sobre su beso de amor verdadero, y el príncipe Edward (James Marsden), un apuesto y valiente príncipe, oye la voz de Giselle en el bosque mientras se encargaba de un trol. El trol fue a donde se encontraba Giselle y esta sale asustada, yendo a parar a la rama de un árbol, la rama se rompe y Giselle cae, pero por suerte el príncipe justo a tiempo la atrapa y la rescata de ese malvado trol. Giselle y el príncipe Edward se comprometen a casarse, pero su destino toma un giro inesperado en el día de su boda, cuando la malvada madrastra de Edward, la Reina Narissa (Susan Sarandon), lanza su magia a través de un portal a un lugar donde no existe un "felices para siempre", a fin de mantener a su hijastro soltero y, por lo tanto, seguir siendo reina.
Pero Giselle se sumerge en la oscuridad de ese nuevo y extraño mundo: un implacable mundo ambientado en la moderna ciudad de Nueva York, Estados Unidos. Como la crueldad de este nuevo lugar desgastan, la doncella, vaga por toda la ciudad, cuando el abogado de divorcios Robert Phillip (Patrick Dempsey) la encuentra montada sobre un cartel con la imagen de un castillo. Ya que lo confunde con el castillo de Andalasia al ver lo peligroso al subirse en ese espectacular de un anuncio. Giselle al verlo da un mal paso, y cae desde allí, pero afortunadamente el abogado la salva de su caída. Robert lleva a Giselle a su apartamento, ya que creía que ella (Giselle) estaba un poco loca. Él no la invita a alojarse en su departamento y solamente le dice que puede hacer una llamada e irse, ya que él no podía dejar por una noche a Giselle porque estaba un poco nervioso de que le pudiera llegar a pasar algo a su querida hija Morgan, pero al final Giselle se queda profundamente dormida y Robert la deja que duerma toda la noche.
A la mañana siguiente el príncipe Edward y Pip saltan hacia la ciudad de Nueva York a buscar a Giselle recorriendo las calles. Giselle despierta y encuentra que la casa es un desastre. Giselle empieza a cantar cuando de repente varios animales van hacia donde ella se encuentra y la ayudan a limpiar, hasta que todo queda totalmente reluciente y limpio. Morgan se despierta y se sorprende al ver a Giselle junto a esa cantidad de animales a su alrededor, lo cual hace que despierte a su padre (Robert) para que vea lo que hacía Giselle. Robert encuentra a Giselle en el baño, que recién salía de ducharse, y una paloma golpea a Robert y esto hace que Robert y Giselle caigan juntos al suelo. Nancy (Idina Menzel), la prometida de Robert, llega y entra en la casa, y se encuentra a su prometido junto a Giselle, lo que le hace pensar lo peor y se enfada. Robert lleva a Giselle a su oficina y pide a su secretaria que por favor averigüe de dónde viene Giselle, cosa que no sabe. Giselle comienza a llorar cuando descubre que el cliente de Robert y su mujer se van a divorciar, causando en Robert una airada reprimenda. Robert y Giselle se marchan fuera a Central Park.
Ya acabándose su paciencia, Robert da a Giselle un poco de dinero y le dice que con él busque la manera de encontrar a su príncipe, pero Giselle rápidamente le da el dinero a una pobre anciana, quien se encontró con Edward en un autobús, lo que hace que Robert agite su cabeza de pena. Robert se sorprendió cuando Giselle le dice que ella y Edward sólo se habían comprometido a casarse conociéndose tan sólo un día, mientras que Nancy y él llevaban cinco años conociéndose. Ella empieza a cantar y espontáneamente inicia un número musical con todos en el parque mientras que Robert protesta que él nunca canta o baila. Giselle acaba de enviar una corona de flores a Nancy como una disculpa de Robert junto con boletos para el Baile del rey y la reina. Nancy acepta de inmediato.
Mientras tanto, Nathaniel (Timothy Spall), el esbirro de la Reina Narissa, va al mundo real después de Edward y Pip, quienes han viajado para salvar a Giselle. Edward y Nathaniel se hospedan juntos en un motel, pero el príncipe desconoce las malvadas intenciones de su acompañante. Nathaniel le regala una manzana envenenada a Giselle, mientras Pip (con la voz del director de la película Kevin Lima) —que en este mundo no puede hablar—, trata de alertar al príncipe de las intenciones de Narissa. Nathaniel intenta envenenar a Giselle en dos ocasiones, la primera fue en el que le ofrece una manzana acaramelada que es de la manzana envenenada mientras Giselle y Robert caminaban en el Central Park, pero en un descuido de Giselle, lo arroja y termina accidentalmente aterrizando en la cabeza de un hombre, quemándole el pelo, la segunda fue en mientras estuvieran en un restaurante italiano, le ofreció un martini de manzana, que viene también de una segunda manzana envenenada y Pip se interpone para evitar que lo ingiera pero causa un alboroto en el restaurante, quienes lo confundieron con una rata y Nathaniel arroja a Pip al horno de pizza, pensando que fue calcinado, pero en realidad sobrevivió y queda atrapado en una botella de cristal. Al ver esto, Narissa entonces se enfurece, viéndose obligada a ir al mundo moderno para encontrarla y Giselle está otra noche en el apartamento de Robert y lee un libro sobre mujeres famosas, como Rosa Parks y Marie Curie, que Robert había dado a Morgan como regalo. Robert le dice que la ayudará porque no cree que Edward venga a buscarla. Giselle se enfada con Robert y le dice que está furiosa. Ambos se miran el uno al otro por un momento y se acercan lo suficiente como para besarse.
Edward y Giselle se encuentran a la mañana siguiente, ella sugiere que vayan al Baile de Reyes y Reinas esa noche, y Edward acepta. Giselle y Morgan van de compras con la tarjeta de crédito de Robert para comprar el vestido perfecto que llevará Giselle al baile.
Mientras que Narissa entra al mundo real y lanza la tapa de alcantarilla e impacta en un letrero, encontrando a Nathaniel disfrazado de taxista, trayendo a Pip recluso en una esfera de hámster y encuentran su ubicación de Giselle en la Torre Woolworth.
Nancy y Robert bailan juntos y llevan trajes al estilo del siglo XVIII. Mientras que Giselle y Edward llegan al baile, y Giselle y Robert se enamoran entre sí. Nancy está hechizada por el romántico Edward. Giselle y Robert bailan una romántica canción cantada, y Robert canta suavemente la letra. Giselle finalmente comienza a darse cuenta de que Robert es su verdadero amor. Nancy y Edward intentan mantener sus ojos en la pareja. Nancy decide cortar en el baile y continuar con Robert.
La malvada Reina Narissa se le aparece a Giselle convertida como una bruja anciana, cuando Giselle ya se estaba retirando con el príncipe Edward de la pista de baile. Narissa saca una manzana roja y envenenada y se la ofrece a Giselle, diciéndole que si se le da un mordisco hará olvidar todos esos feos recuerdos que obtuvo viviendo en este horrible mundo, pero para eso debía hacerlo antes de que el reloj diera la media noche. Giselle le hace caso a la Reina Narissa, convertida en una vieja bruja anciana y le da un buen mordisco pero al hacerlo, cae desmayada en el suelo. Narissa se monta en el ascensor junto con Giselle y cuando el príncipe Edward regresa, descubre a Narissa con Giselle desmayada, Robert se da cuenta y corre hacia donde se encontraba Giselle. Nathaniel aparece y confiesa que Narissa la envenenó, por desgracia, con su ayuda. El príncipe Edward amenaza a Narissa con la espada, cuando Narissa le dice que si el hechizo no se rompe en un minuto (cuando sea la media noche), Giselle morirá.
A Robert se le ocurre una idea, y le dice a Edward que con un beso de amor verdadero podría despertarla de su sueño, Edward le hace caso y le da un beso a Giselle, pero no sucede nada. Vuelve a besarla pero nada. Entonces Edward llama a Robert dándose cuenta de que él es el único que puede despertarla de su sueño eterno, porque sabía que Robert era su verdadero amor. Robert inmediatamente lo niega, pero Nancy esta de acuerdo que lo haga y entonces la besa. Afortunadamente funciona y Giselle despierta. Narissa se enfurece y se convierte en un dragón gigantesco y al mismo tiempo declara que los matará a todos. Primero planea comenzar con Giselle, pero Robert interviene y es atrapado por Narissa. Narissa sube a la parte superior del edificio Woolworth con Robert en la mano. Giselle coge la espada de la pista de baile y la sigue, dejando su zapatilla detrás.
Giselle persigue a la dragona hasta el pináculo del edificio, Narissa se burla del valor de Giselle y se prepara para asesinar a Robert.
Más abajo Edward libera a Pip de una esfera de cristal que tenía Nathaniel, la ardilla va hacia el pináculo y se apoya en la base de este, haciendo que la aguja se incline por el peso del animal. El dragón se aferra a la punta pero empieza a resbalar, suelta a Robert y Giselle detiene la caída de él lanzando la espada a la manga de Robert, logrando que quede colgando de la aguja. Narissa cae e intenta transformarse en medio de la caída, pero al estrellarse provoca el desprendimiento de una parte incendiada del rascacielos, se cae el dragón y se disuelve en brillo sobre el pavimento de la Quinta Avenida, provocándole la muerte. Giselle salva a Robert justo a tiempo cuando este se cae mientras Pip lo ayuda, y se besan en la azotea del edificio Woolworth. 
Mientras tanto, el príncipe Edward consigue la zapatilla de Giselle y se lo coloca en el pie a Nancy, Edward y Nancy regresan a Andalasia donde se casan, y Robert junto a Giselle abren una tienda llamada Andalasia Fashions en el que cuentan con la ayuda de los seres humanos y de los animales.
Entretanto, Nathaniel, se convierte en un éxito en el mundo moderno escribiendo un libro titulado Mi real dolor y firma autógrafos. Del mismo modo, Pip se convierte en un autor más de Andalasia, al escribir un libro llamado El silencio no es de oro. La última escena muestra a Giselle y Robert con su hija Morgan bailando y jugando juntos; y viven felices para siempre como una bonita familia.

## Reparto y doblaje
| Personaje                        | Actor original                                   | Actor de doblaje Hispanoamérica                           |
| -------------------------------- | ------------------------------------------------ | --------------------------------------------------------- |
| Giselle                          | Amy Adams                                        | Romina Marroquín Payró                                    |
| Robert Philip                    | Patrick Dempsey                                  | Luis Daniel Ramírez                                       |
| Príncipe Edward                  | James Marsden                                    | Raúl Carballeda                                           |
| Rey Marso                        | Keith Beraingham                                 | Victor Valverde                                           |
| Nathaniel                        | Timothy Spall                                    | Rubén Trujillo                                            |
| Reina Narissa                    | Susan Sarandon                                   | Magdalena Leonel                                          |
| Nancy Tremaine                   | Idina Menzel                                     | María Roiz                                                |
| Morgan Philip                    | Rachel Covey                                     | Paulina García Casillas                                   |
| Pip                              | Jeff Bennett (Andalasia) Kevin Lima (Nueva York) | José Luis Miranda (Andalasia) Arturo Mercado (Nueva York) |
| Sam                              | Jodi Benson                                      | Yotzmit Ramírez                                           |
| Chofer de Bus                    | Marilyn Sue Perry                                | Marcela Páez                                              |
| Jefe de banda                    | Tony Machine                                     | Francisco Colmenero                                       |
| Phoebe Banks                     | Tonya Pinkins                                    | Fernanda Tapia                                            |
| Ethan Banks                      | Isiah Whitlock, Jr.                              | Mario Arvizu                                              |
| Henry                            | Tibor Feldman                                    | Agustín López Lezama                                      |
| Gruñón                           | William Huntley                                  | Jaime Vega                                                |
| Vendedor de lentes de sol        | Courtney Williams                                | Enrique Cervantes                                         |
| Obrero (Arty)                    | Matt Servitto                                    | Paco Mauri                                                |
| Cantante en Parque               | Marlon Saunders                                  | Roger Hudson                                              |
| Mary Ilene Caselotti (reportera) | Cathleen Trigg                                   | Yadira Aedo                                               |
| Cantante en baile                | Jon McLaughlin                                   | Roberto Velázquez Martínez                                |
| Coro                             | N/A                                              | Habib Gedeón Alma Delia Pérez                             |
| Narradora                        | Julie Andrews                                    | Ángela Villanueva                                         |

## Producción
Concebida en un principio para un personaje real, Giselle, y ser filmada como tal en imagen real; la complejidad del mismo hizo que se decantaran por un personaje animado que le otorgara de esta forma más credibilidad y consistencia, según afirma el guionista Bill Kelly. Así, la cinta acabó mezclando grabaciones en imagen real y técnicas de animación.

## Premios y nominaciones
Enchanted fue nominada para 3 Óscars -musicales- además de otras 25 nominaciones y ganó 6 premios en diferentes certámenes y categorías.

### Premios
A continuación se incluye una lista de algunos de los premios más importantes obtenidos por la producción.

#### Premios Saturn
Ganadora de 3 premios Saturn en 2008:
| Año  | Premios                                                                     | Categoría: receptor(es)    |
| ---- | --------------------------------------------------------------------------- | -------------------------- |
| 2008 | Premios Saturn de la Academia de Cine de Ciencia Ficción, Fantasía y Terror | Mejor película de fantasía |
| 2008 | Premios Saturn de la Academia de Cine de Ciencia Ficción, Fantasía y Terror | Mejor actriz: Amy Adams    |
| 2008 | Premios Saturn de la Academia de Cine de Ciencia Ficción, Fantasía y Terror | Mejor música: Alan Menken  |

### Nominaciones
A continuación se incluye información sobre algunas, no todas, de las nominaciones a los premios considerados más importantes que el film disputó:

#### Globos de Oro
Nominada a 2 Globos de Oro:
| Año  | Categoría                                                    | Película    | Resultado |
| ---- | ------------------------------------------------------------ | ----------- | --------- |
| 2008 | Globo de Oro a la mejor actriz - Comedia o musical           | Amy Adams   | Nominada  |
| 2008 | Globo de Oro a la mejor canción original That’s How You Know | Alan Menken | Nominada  |

#### Premios Óscar
Nominada a 3 premios Óscar musicales:
| Año  | Categoría                                    | Película                     | Resultado |
| ---- | -------------------------------------------- | ---------------------------- | --------- |
| 2007 | Oscar a la mejor canción Happy Working Song  | Stephen Schwartz Alan Menken | Nominada  |
| 2007 | Oscar a la mejor canción So Close            | Stephen Schwartz Alan Menken | Nominada  |
| 2007 | Oscar a la mejor canción That’s How You Know | Stephen Schwartz Alan Menken | Nominada  |